# Bodziszek porozcinany
Bodziszek porozcinany (Geranium dissectum L.) – gatunek rośliny z rodziny bodziszkowatych. Rodzimym obszarem jego występowania jest Europa, Afryka Północna, Makaronezja, Azja Zachodnia i Kaukaz, ale rozprzestrzenił się także gdzie indziej (m.in. na Azorach). W Polsce występuje na całym niżu, antropofit.

## Morfologia

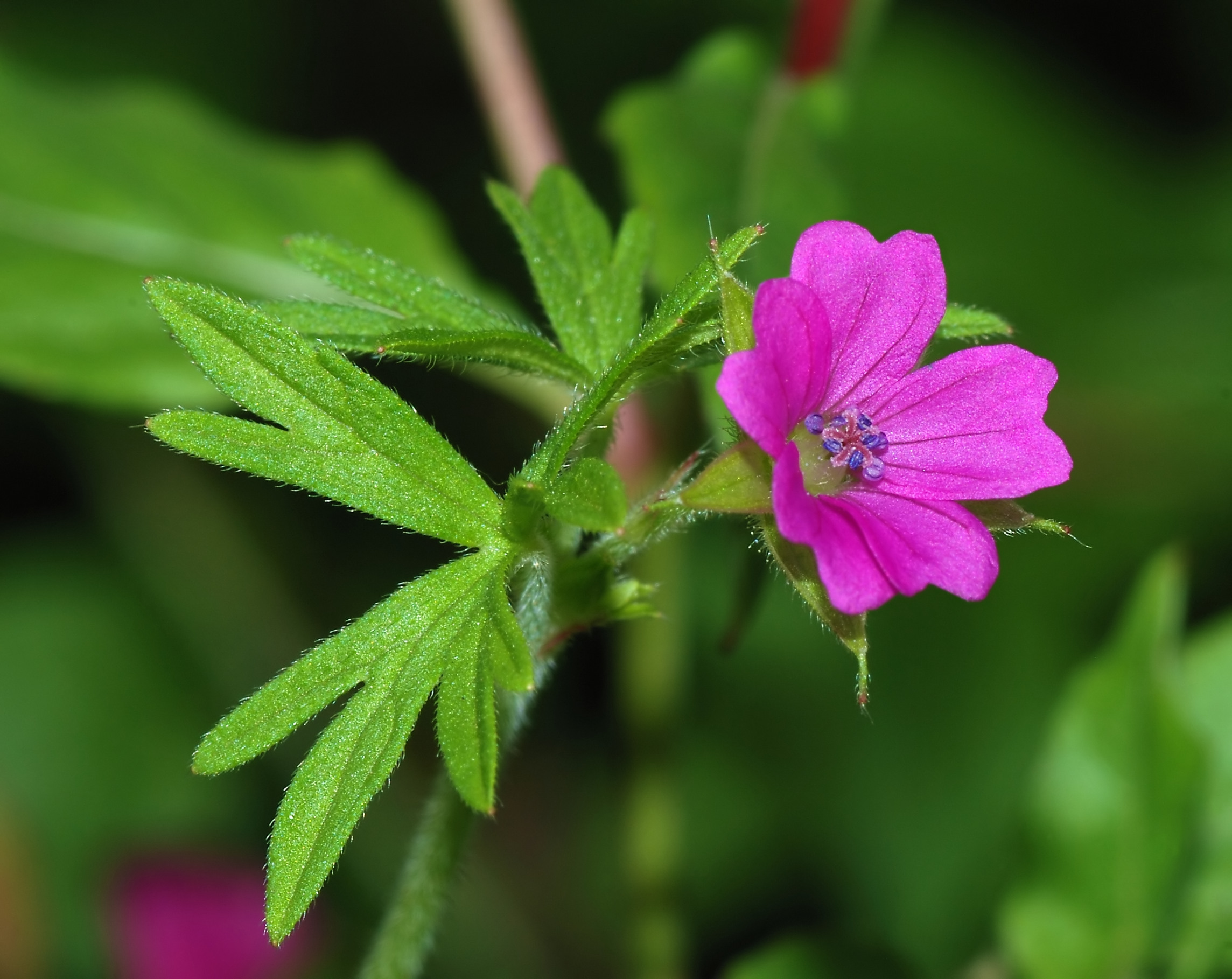
Kwiat

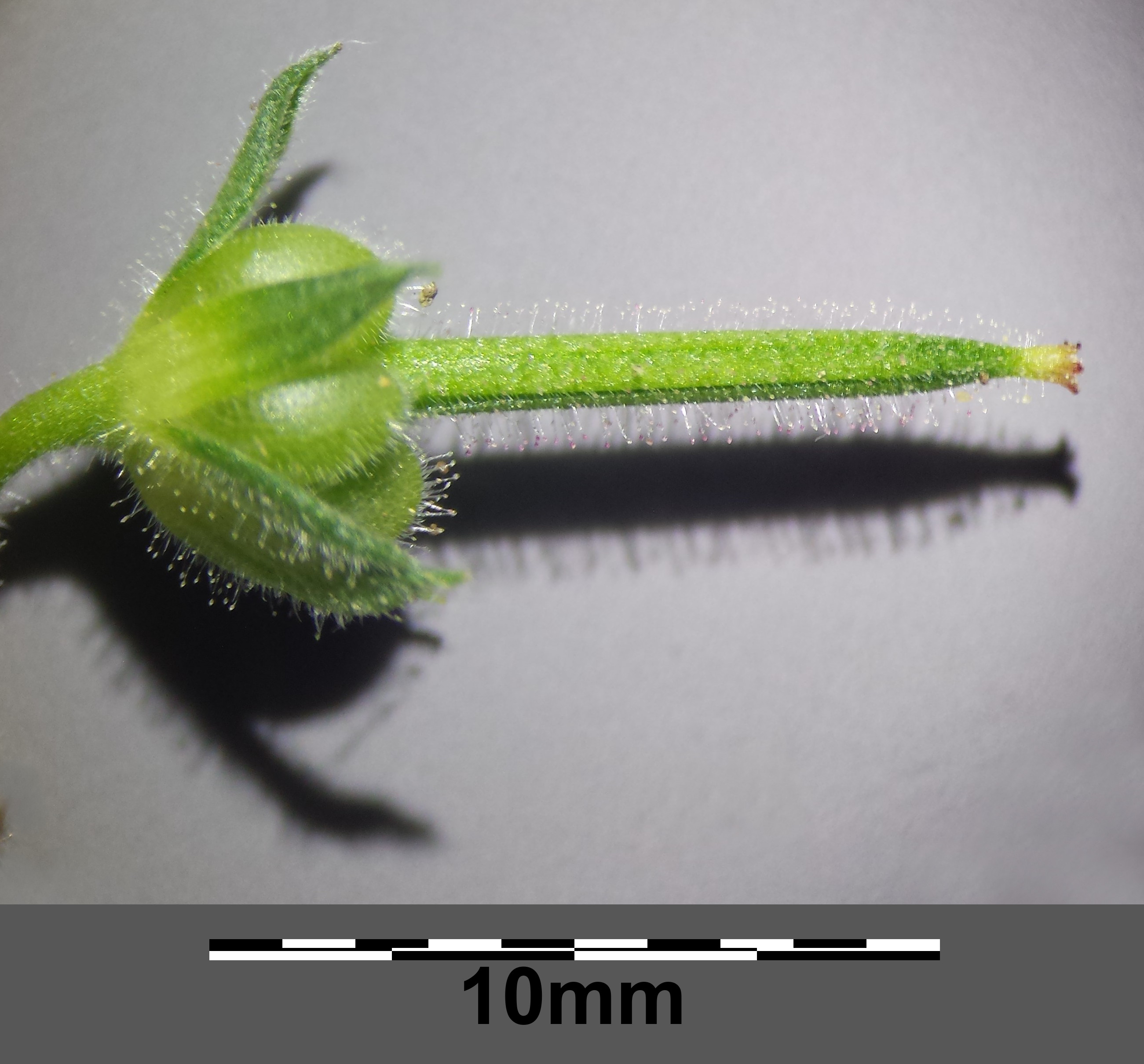
Owoc

ŁodygaRozgałęziona, podnosząca się lub wzniesiona o długości 10 – 30 cm, niekiedy do 50 cm, odstające owłosienie.
LiścieOgonkowe, porozcinane prawie do nasady.
KwiatyRóżowoczerwone, o średnicy ok. 1 cm, przeważnie rosnące po dwa. Kwitnie od maja do października.
OwoceRozłupnia. Nasiona owalne i gładkie.

## Biologia i ekologia
Roślina jednoroczna. W uprawach jest chwastem. Nasiona zachowują zdolność kiełkowania przez 5-10 lat. Rośnie na przydrożach, miejscach ruderalnych, polach. W klasyfikacji zbiorowisk roślinnych gatunek charakterystyczny dla Ass. Geranio-Silenetum gallicae.